# Piotr Kędzia

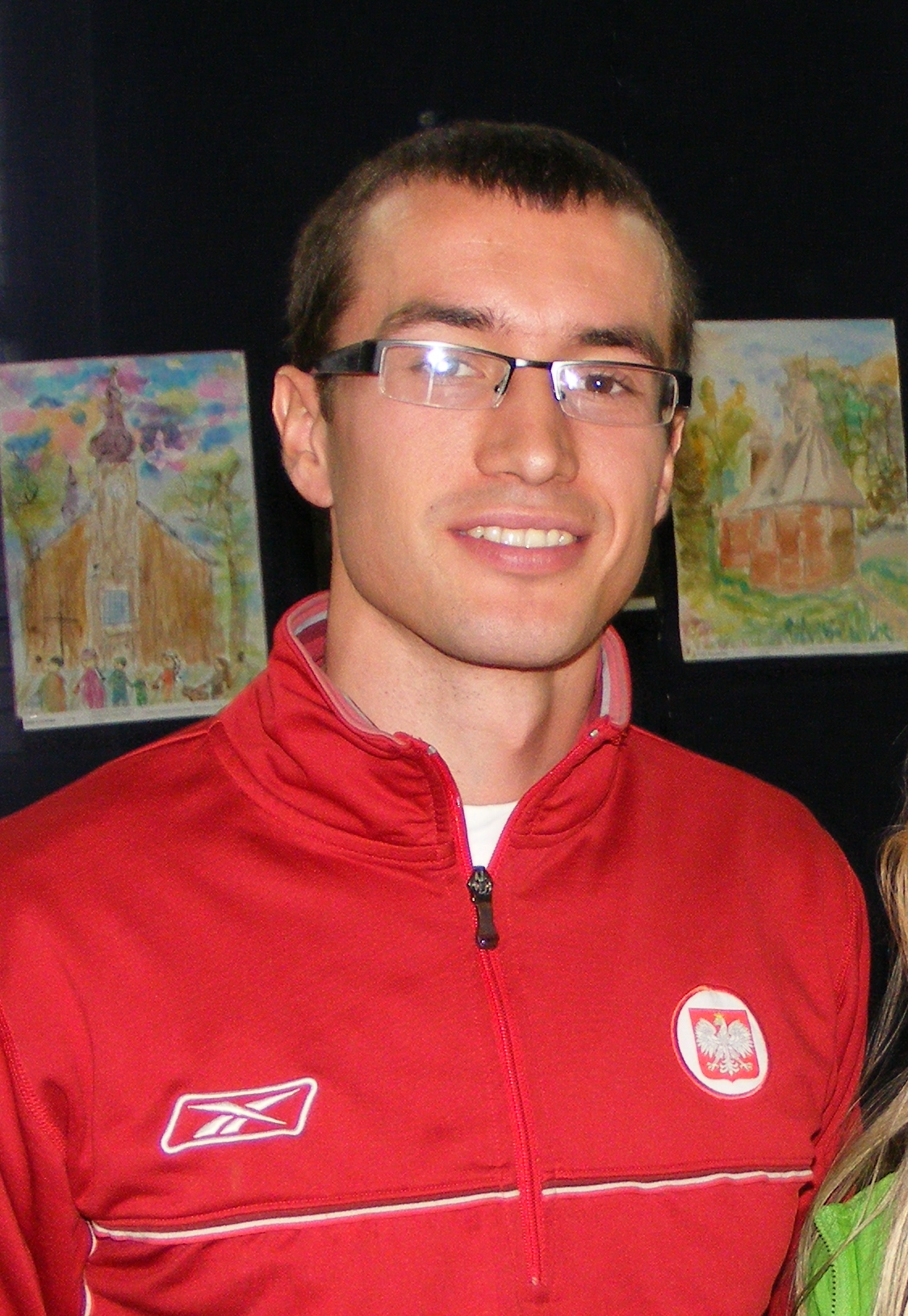
Piotr Kędzia

Piotr Kędzia, född den 6 juni 1984, är en polsk friidrottare som tävlar i kortdistanslöpning.
Kędzia var som junior väldigt framgångsrik och blev silvermedaljör vid VM för ungdomar 2001 på 400 meter. Han blev även bronsmedaljör vid EM för juniorer 2003. Som senior har han främst deltagit i det polska stafettlaget på 4 x 400 meter och han har två gånger blivit bronsmedaljör.

## Personligt rekord
- 400 meter - 45,94